# Орсе (Гранада)
Орсе (ісп. Orce) — муніципалітет в Іспанії, у складі автономної спільноти Андалусія, у провінції Гранада. Населення — 1321 особа (2010).
Муніципалітет розташований на відстані близько 320 км на південь від Мадрида, 120 км на північний схід від Гранади.
На території муніципалітету розташовані такі населені пункти: (дані про населення за 2010 рік)
- Фуенте-Нуева: 50 осіб
- Орсе: 1243 особи
- Вента-Місена: 28 осіб

## Демографія
Динаміка населення (INE ):

## Галерея зображень

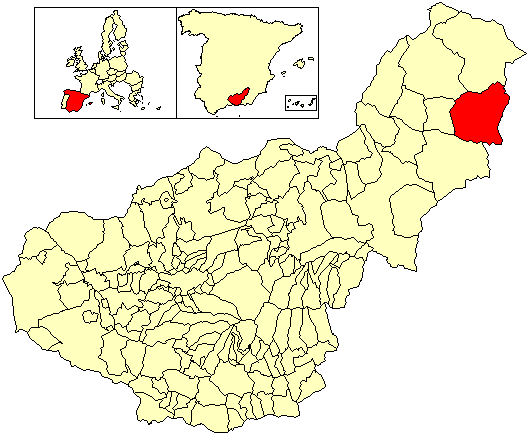
Розташування муніципалітету у провінції Гранада